# Kecamatan Pesisir Tengah
Kecamatan Pesisir Tengah är ett distrikt i Indonesien.   Det ligger i provinsen Lampung, i den västra delen av landet, 300 km väster om huvudstaden Jakarta.